# Flagelliphantes flagellifer
Flagelliphantes flagellifer är en spindelart som först beskrevs av Andrei V. Tanasevitch 1988.  Flagelliphantes flagellifer ingår i släktet Flagelliphantes och familjen täckvävarspindlar. Inga underarter finns listade i Catalogue of Life.